# Twinkle, Twinkle, Little Star
Twinkle, Twinkle, Little Star ist neben Rock-a-bye Baby das bekannteste englische Wiegenlied.
Die Verfasserin Jane Taylor (1783–1824) veröffentlichte den Text erstmals 1806 in der Kindergedichtesammlung Rhymes for the Nursery. Er besteht aus 20 zu fünf Vierzeilern gefassten trochäischen Vierhebern. Gesungen wird er zur erstmals 1761 notierten Melodie des französischen Volkslieds Ah ! vous dirai-je, maman, die im deutschen Sprachraum vielmehr durch das Weihnachtslied Morgen kommt der Weihnachtsmann bekannt ist.

## Text
Twinkle, twinkle, little star,

How I wonder what you are!

Up above the world so high,

Like a diamond in the sky.

When the blazing sun is gone,

When he nothing shines upon,

Then you show your little light,

Twinkle, twinkle, all the night.

Then the traveller in the dark

Thanks you for your tiny spark;

He could not see which way to go,

If you did not twinkle so.

In the dark blue sky you keep,

And often through my curtains peep,

For you never shut your eye

Till the sun is in the sky.

As your bright and tiny spark

Lights the traveller in the dark,

Though I know not what you are,

Twinkle, twinkle, little star.

## Adaptionen
Eine Parodie von Taylors Versen findet sich im siebenten Kapitel von Lewis Carrolls Alice in Wonderland (1865), in dem der verrückte Hutmacher folgendes Gedicht rezitiert:
Twinkle, twinkle, little bat!

How I wonder what you're at!

Up above the world you fly,

Like a tea tray in the sky.

Twinkle, twinkle, little bat!

How I wonder what you're at!
1958 kam die amerikanische Doo-Wop-Gruppe The Elegants mit einer musikalisch und textlich adaptierten Version unter dem Titel Little Star auf Platz eins der Rhythm-&-Blues-Charts des Billboard-Magazins sowie auf Platz eins der italienischen Charts. Die italienstämmigen Gruppenmitglieder Vito Picone und Arthur Venosa hatten das Schlaflied „genial adaptiert und bis zur Perfektion aufpoliert“.